# Cowboystiefel

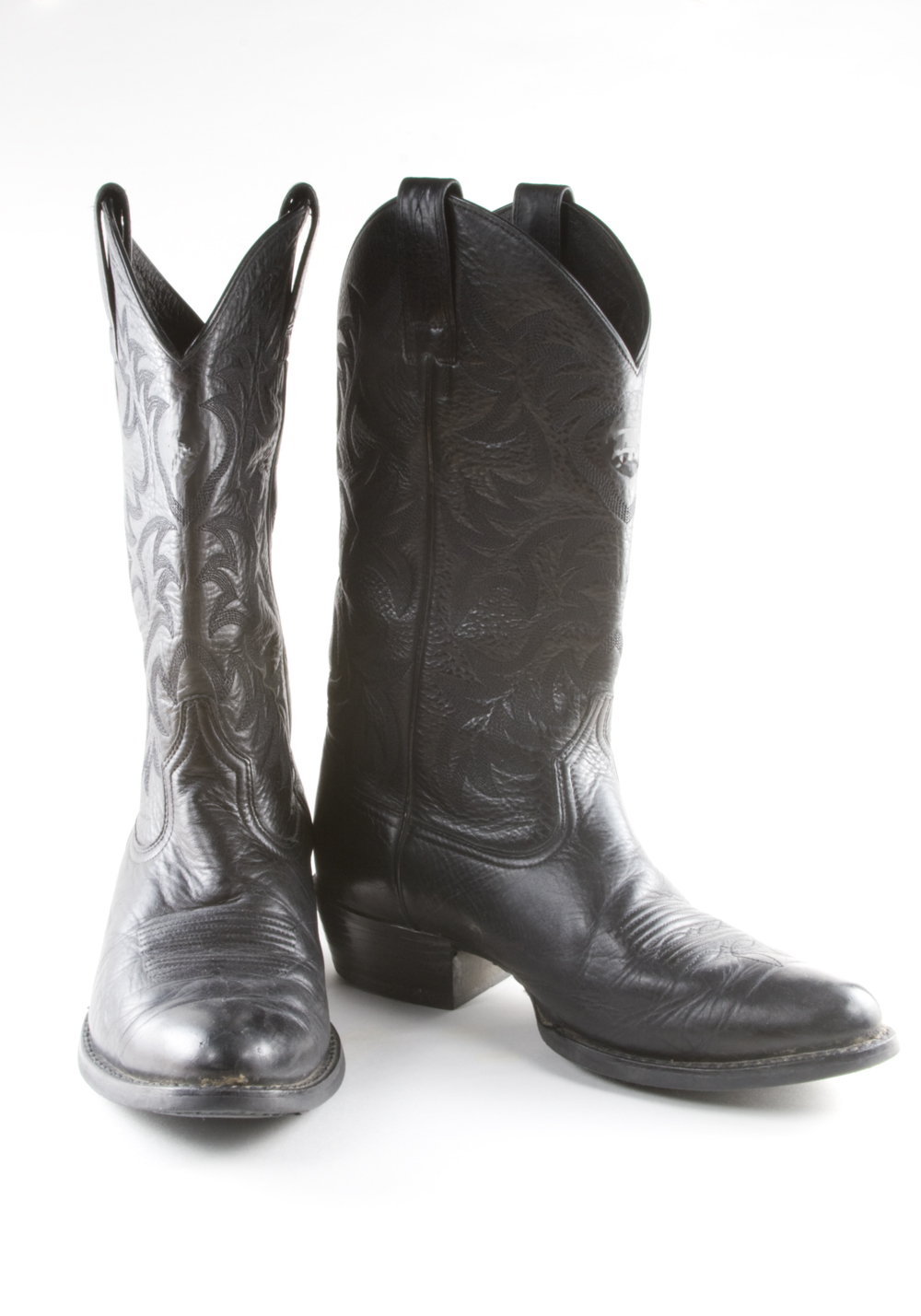
Hochschäftiger Westernstiefel

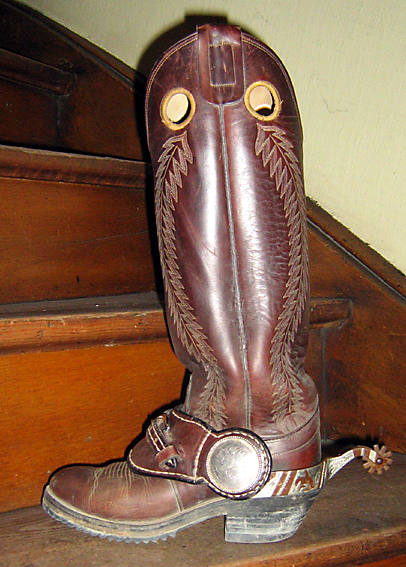
Stiefel mit montiertem Sporn.

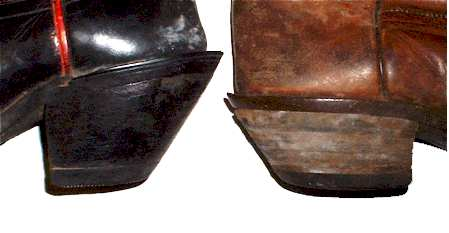
Die vorstehende Absatzkante dient als Auflagefläche für den Sporn.

Cowboystiefel sind Stiefel, die ursprünglich von Cowboys als Reitstiefel getragen wurden. Sie haben einen vergleichsweise hohen Absatz, sind traditionell aus geschichtetem Leder gefertigt, weisen runde Spitzen, einen hohen Schaft und keine Schnürung auf. Sie wurden ursprünglich in Handarbeit aus Rindsleder gefertigt, später maschinell auch aus Nappa, Nubuk, Velours, Cordovan und Boxcalf-bzw. Rindbox-Leder, die Schäfte sind oft aufwändig verziert und weisen auffällige Prägungen sowie dekorative Applikationen auf. Sofern exotische, auffällige Lederarten (z. B. Reptil) Verwendung finden, sind sie entsprechend teuer.
Getragen werden Cowboystiefel in der Regel unter den Hosen, um das Eindringen von Staub in den Schaft zu verhindern. Die Beine der Jeans dürfen darum nicht zu eng geschnitten sein (sogenannter „boot cut“). Besonders in Kalifornien werden hochschäftige Stiefel aber gerne auch über den Jeans zur Schau getragen.

## Geschichte
Vorläufer der Cowboystiefel wurden von der bis ins 17. Jahrhundert zurückreichenden mexikanischen Vaquero-Tradition beeinflusst. In Nordmexiko gab es Stiefel, die in den Farben der jeweiligen Ranch oder mit Fell verziert waren. Auch US-Kavalleriestiefel und die englischen Wellington Boots, die wiederum ihren Ursprung in den Militärstiefeln der hessischen Kavallerie des 19. Jahrhunderts haben, beeinflussten die Cowboystiefel.
Cowboystiefel waren ursprünglich praktische, funktionale Arbeitsschuhe. Ab dem späten 19. Jahrhundert wurden zur Stabilisierung der Stiefelschäfte mehrere Lederschichten mit Steppnähten miteinander vernäht, die sich nach und nach zu Ziernähten weiter entwickelten. Die aufgenähte Schlaufen waren anfangs konstruktive Elemente. Kataloge aus dieser Zeit zeigen, wie kunstfertig die Schuster waren, die auch „saddle dandies“ genannt wurden.
Charles H. Hyer war einer der ersten, die Cowboystiefel herstellten. Er und sein Bruder Edward waren Söhne deutscher Einwanderer, die um 1850 in die USA kamen. Die Brüder lernten vom Vater das Schuhmacherhandwerk. In Olathe in Kansas eröffneten sie 1875/1876 ein Schuhmacher-Geschäft. Die Firmengeschichte erzählt von einem Cowboy, der mit seinen bisherigen Stiefeln unzufrieden war und sich maßgefertigte Stiefel in einer neuen Form wünschte. Diese sollten vorne spitz zulaufen, um gut in die Steigbügel zu gelangen. Zudem sollte der Absatz höher sein, damit man nicht mit dem ganzen Fuß in den Steigbügel rutschen konnte. So fertigte Charles sein erstes Paar typischer Cowboy-Stiefel. Durch Mundpropaganda entstand weitere Nachfrage. 1880 spezialisierten sich die Brüder auf die Stiefelschusterei und gründeten die Firma Hyer’s Boot Company. Dort arbeiteten vor allem Handwerker aus Deutschland, Schweden, Polen und anderen nordeuropäischen Ländern. Charles leitete die Firma ab den 1890er Jahren. Er machte seine Stiefel bekannt, indem er durch den Westen der USA reiste und den Katalogversand einführte. Kurz vor seinem Tod 1921 stellte die Firma etwa 15.000 Paar Stiefel pro Jahr her.
Zur damaligen Zeit wurden Cowboystiefel noch in Handarbeit gefertigt. Pro Monat konnte ein guter Schuster bis zu zwölf Paar Cowboystiefel herstellen. Die Preise hingen von Leder, Schafthöhe und Hersteller ab.
Nach 1920, als Hollywood das Westerngenre entdeckte, wurde aus der einstigen Arbeitskleidung zunehmend ein Modeaccessoire. Die Applikationen wurden farbenfroher und Motive wie Sterne, Mond, Herzen, Spielkarten, Adler, Flammen, Hufeisen, Flaggen der Bundesstaaten oder die Namen der Besitzer auf den Schäften kamen auf. Die maschinelle und serielle Fertigung setzte ein. Der Markt wurde größer und es gab immer mehr Hersteller und Auswahl. Cowboystiefel wurden in Amerika Teil der alltäglichen Schuhmode. Ab 1930 wurden Cowboystiefel über Bestellkataloge in alle Regionen Amerikas vertrieben. Countrymusik-Interpreten wie Tex Fletcher, Gene Autry und Roy Rogers machten Cowboystiefel modern. Bei ihren Auftritten steckten sie die Hosen in die Stiefel und brachten so die verzierten Schäfte zur Geltung. Rogers hatte eine eigene Merchandising-Linie für Western-Modeartikel. Seit den 1950er Jahren sind sie auch in den Katalogen des US-Versandhauses Sears zu finden. Dessen Kataloge zeigen, wie sich die Mode für Cowboys bis in die 90er Jahre verändert hat. Die Kleiderordnung des seit den 1950er Jahren durch Fernsehsendungen in den USA populär gewordenen Line Dance trug ebenfalls zur Verbreitung bei.
Auch außerhalb der USA wurden das Weterngenre beliebt. Inspiriert von Karl May zeichnete beispielsweise der Maler Rudolf Schlichter bereits um 1910 Cowboys mit auffälligen Cowboystiefeln. Nach dem Zweiten Weltkrieg verbreiteten sich Cowboystiefel auch in Europa, befördert durch Filme und das in den 1950ern aufkommende Deutsche Fernsehen (z. B. durch die TV-Serie Fury oder die Karl-May-Verfilmungen der 1960er Jahre). Im deutschen Schwarz-Weiß-Spielfilm Der Pauker aus dem Jahre 1958 trug der Schauspieler Klaus Löwitsch in seiner Rolle als halbstarker Rowdy Harry Engelmann zu seiner Rockermontur ein Paar Cowboystiefel auffällig über schwarzen Nietenhosen. Auch die Beatles kauften 1960 in Hamburg Cowboy-Stiefel mit einem auffälligen Muster, wie auf Fotos von 1961 zu sehen ist. In Deutschland verbreiteten Versandhauskataloge wie Quelle, Neckermann, Otto und Bader ab den 1960er Jahren Cowboystiefel unter Bezeichnungen wie Bonanzastiefel (Neckermann-Winterkatolog 1969/70), Texas-Stiefel oder Westernstiefel.

## Merkmale
Ein Cowboystiefel, der für die Arbeit eines im Sattel tätigen Cowboys ausgelegt ist, weist folgende Merkmale auf:
- robuste, rahmengenähte Machart.
- starkes Rind-Oberleder, um den Fuß und die untere Beinregion auch ohne Chaps vor Dornen und den Hörnern der Rinder zu schützen. Bei der Arbeit am Boden schützt das starke Leder den Fuß vor den Hufen der Tiere.
- glatte, relativ dünne Ledersohle, um ein besseres Gefühl für die Steigbügel zu haben.
- konisch zulaufende Schuhspitze, um ein schnelleres „Treffen“ und damit schnelleres Eintreten in den Steigbügel zu haben.
- 4–5 cm hoher Absatz, der ein Durchrutschen durch den Steigbügel und die damit verbundene Gefahr des Hängenbleibens im Steigbügel verhindert.
- Absatz hinten abgeschrägt, wodurch der Absatz bei der Arbeit am Boden weniger leicht abgerissen wird.
- Kante am Schaft hinter der Ferse (alternativ, aber selten: 360° Rahmen), die als Auflagefläche für die (locker geschnallten) Sporen dient.
- die Schafthöhe ist variabel
- der Schaft ist häufig mit Ziernähten versehen, die auch formstabilisierend wirken.

## Grundmodelle

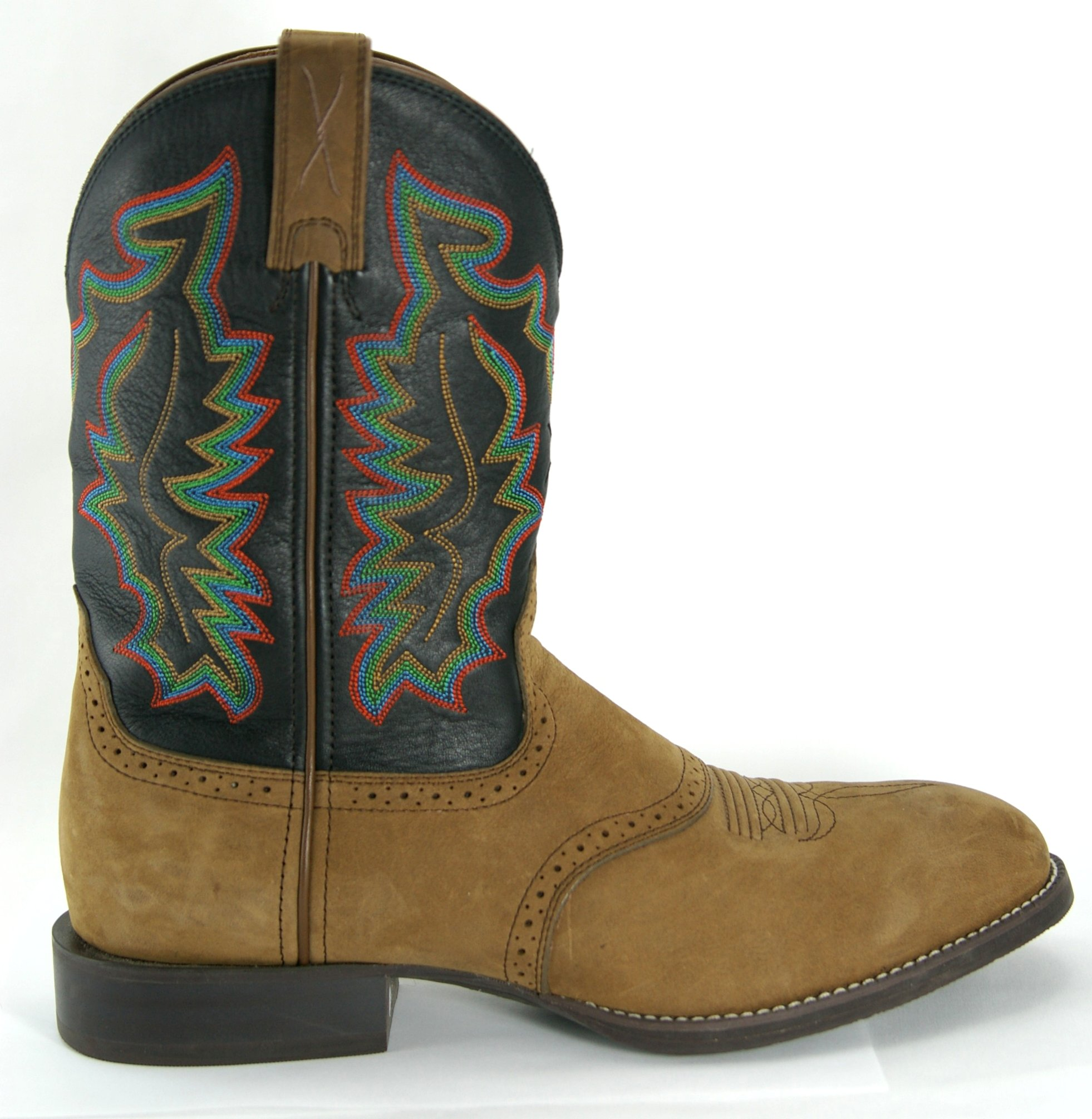
Roper Boot

Es gibt bei Cowboystiefeln zwei Grundmodelle, den klassischen Westernstiefel und den Roper Boot.
Der klassische Westernstiefel hat einen hohen Schaft, der mindestens bis zur Mitte der Wade reicht und einen schrägen, mehrere Zentimeter hohen Absatz. Die Spitze war ursprünglich abgerundet.
Der Roper Boot hat einen kürzeren, halbhohen Schaft und einen flachen, breiten Absatz und runde Spitzen. Dieser Schuhtyp wird in der Rodeodisziplin Roping verwendet. Sogenannte „Working“-Stiefel mit kürzerem Schaft und breiten Absätzen, oft mit einer Gummi(profil)sohle, werden heute für Arbeiten auf den Ranches getragen, bei denen kein Pferd notwendig ist (Zaunkontrollen mit dem Truck u. ä.)